# Liste der Auszeichnungen von Ariana Grande
Diese Liste ist eine Übersicht über die Auszeichnungen und Nominierungen der US-amerikanischen Sängerin und Schauspielerin Ariana Grande.

## American Music Awards
| Jahr | Kategorie                       | für                                      | Resultat  | Ref   |
| ---- | ------------------------------- | ---------------------------------------- | --------- | ----- |
| 2013 | New Artist of the Year          | Ariana Grande                            | Gewonnen  | [ 1 ] |
| 2015 | Favorite Pop/Rock Female Artist | Ariana Grande                            | Gewonnen  | [ 2 ] |
| 2015 | Artist of the Year              | Ariana Grande                            | Nominiert | [ 2 ] |
| 2016 | Artist of the Year              | Ariana Grande                            | Gewonnen  | [ 3 ] |
| 2018 | Favorite Social Artist          | Ariana Grande                            | Nominiert | [ 4 ] |
| 2019 | Favorite Social Artist          | Ariana Grande                            | Nominiert | [ 5 ] |
| 2019 | Artist of the Year              | Ariana Grande                            | Nominiert | [ 5 ] |
| 2019 | Favorite Pop/Rock Female Artist | Ariana Grande                            | Nominiert | [ 5 ] |
| 2019 | Tour of the Year                | Sweetener World Tour                     | Nominiert | [ 5 ] |
| 2019 | Favorite Pop/Rock Album         | Thank U, Next                            | Nominiert | [ 5 ] |
| 2019 | Favorite Music Video            | 7 Rings                                  | Nominiert | [ 5 ] |
| 2020 | Favorite Music Video            | Rain on Me (mit Lady Gaga)               | Nominiert | [ 6 ] |
| 2020 | Collaboration of the Year       | Rain on Me (mit Lady Gaga)               | Nominiert | [ 6 ] |
| 2020 | Favorite Social Artist          | Ariana Grande                            | Nominiert | [ 6 ] |
| 2021 | Artist of the Year              | Ariana Grande                            | Nominiert | [ 7 ] |
| 2021 | Favorite Pop/Rock Female Artist | Ariana Grande                            | Nominiert | [ 7 ] |
| 2021 | Favorite Pop Song               | Save Your Tears (Remix) (mit The Weeknd) | Nominiert | [ 7 ] |
| 2021 | Favorite Pop/Rock Album         | Positions                                | Nominiert | [ 7 ] |

## ARIA Awards
| Jahr | Kategorie                 | für           | Resultat   | Ref   |
| ---- | ------------------------- | ------------- | ---------- | ----- |
| 2019 | Best International Artist | Ariana Grande | Nominiert  | [ 8 ] |
| 2021 | Best International Artist | Ariana Grande | Ausstehend | [ 9 ] |

## Art Directors Guild Awards
| Jahr | Kategorie                                           | für                                                  | Resultat  | Ref    |
| ---- | --------------------------------------------------- | ---------------------------------------------------- | --------- | ------ |
| 2020 | Short Format: Web Series, Music Video or Commercial | Don’t Call Me Angel (mit Miley Cyrus & Lana Del Rey) | Nominiert | [ 10 ] |

## ASCAP Pop Music Awards
| Jahr | Kategorie             | für                                      | Resultat | Ref    |
| ---- | --------------------- | ---------------------------------------- | -------- | ------ |
| 2015 | Most Performed Songs  | Problem (mit Iggy Azalea)                | Gewonnen | [ 11 ] |
| 2015 | Publisher of the Year | Problem (mit Iggy Azalea)                | Gewonnen | [ 11 ] |
| 2018 | Winning Songs         | Side to Side (mit Nicki Minaj)           | Gewonnen | [ 12 ] |
| 2019 | Winning Songs         | God Is a Woman                           | Gewonnen | [ 13 ] |
| 2019 | Winning Songs         | No Tears Left to Cry                     | Gewonnen | [ 13 ] |
| 2020 | Winning Songs         | 7 Rings                                  | Gewonnen | [ 14 ] |
| 2020 | Winning Songs         | Break Up with Your Girlfriend, I’m Bored | Gewonnen | [ 14 ] |
| 2020 | Winning Songs         | Breathin                                 | Gewonnen | [ 14 ] |
| 2020 | Winning Songs         | Thank U, Next                            | Gewonnen | [ 14 ] |

## Bambi Awards
| Jahr | Kategorie     | für           | Resultat | Ref    |
| ---- | ------------- | ------------- | -------- | ------ |
| 2014 | Best Newcomer | Ariana Grande | Gewonnen | [ 15 ] |

## BBC Radio 1’s Teen Awards
| Jahr | Kategorie                      | für           | Resultat  | Ref    |
| ---- | ------------------------------ | ------------- | --------- | ------ |
| 2016 | Best International Solo Artist | Ariana Grande | Nominiert | [ 16 ] |
| 2017 | Best International Solo Artist | Ariana Grande | Gewonnen  | [ 17 ] |
| 2019 | Best International Solo Artist | Ariana Grande | Gewonnen  | [ 18 ] |

## BET Awards
| Jahr | Kategorie       | für           | Resultat  | Ref    |
| ---- | --------------- | ------------- | --------- | ------ |
| 2014 | Best New Artist | Ariana Grande | Nominiert | [ 19 ] |

## Billboard.com Mid-Year Music Awards
| Jahr | Kategorie                                          | für                                     | Resultat  | Ref    |
| ---- | -------------------------------------------------- | --------------------------------------- | --------- | ------ |
| 2013 | Best Newcomer                                      | Ariana Grande                           | Gewonnen  | [ 20 ] |
| 2014 | First-Half MVPm                                    | Ariana Grande                           | Nominiert | [ 21 ] |
| 2014 | Best Music Video                                   | Problem (mit Iggy Azalea)               | Nominiert | [ 21 ] |
| 2014 | Best Televised Performance                         | Ariana Grande, Iggy Azalea & Charli XCX | Gewonnen  | [ 21 ] |
| 2014 | Most Anticipated Music Event of 2014's Second Half | Grande’s second album                   | Nominiert | [ 21 ] |

## Billboard Music Awards
| Jahr | Kategorie                         | für                        | Resultat  | Ref    |
| ---- | --------------------------------- | -------------------------- | --------- | ------ |
| 2014 | Top New Artist                    | Ariana Grande              | Nominiert | [ 22 ] |
| 2015 | Top Artist                        | Ariana Grande              | Nominiert | [ 23 ] |
| 2015 | Top Female Artist                 | Ariana Grande              | Nominiert | [ 23 ] |
| 2015 | Top Hot 100 Artist                | Ariana Grande              | Nominiert | [ 23 ] |
| 2015 | Top Social Artist                 | Ariana Grande              | Nominiert | [ 23 ] |
| 2015 | Top Streaming Artist              | Ariana Grande              | Nominiert | [ 23 ] |
| 2015 | Top Dance/Electronic Song         | Break Free (mit Zedd)      | Nominiert | [ 23 ] |
| 2016 | Top Social Media Artist           | Ariana Grande              | Nominiert | [ 24 ] |
| 2016 | Top Female Artist                 | Ariana Grande              | Nominiert | [ 24 ] |
| 2017 | Top Female Artist                 | Ariana Grande              | Nominiert | [ 25 ] |
| 2017 | Top Artist                        | Ariana Grande              | Nominiert | [ 25 ] |
| 2017 | Top Social Artist                 | Ariana Grande              | Nominiert | [ 25 ] |
| 2018 | Top Social Artist                 | Ariana Grande              | Nominiert | [ 26 ] |
| 2019 | Top Artist                        | Ariana Grande              | Nominiert | [ 27 ] |
| 2019 | Top Female Artist                 | Ariana Grande              | Gewonnen  | [ 27 ] |
| 2019 | Billboard Chart Achievement Award | Ariana Grande              | Gewonnen  | [ 27 ] |
| 2019 | Top Hot 100 Artist                | Ariana Grande              | Nominiert | [ 27 ] |
| 2019 | Top Billboard 200 Artist          | Ariana Grande              | Nominiert | [ 27 ] |
| 2019 | Top Streaming Songs Artist        | Ariana Grande              | Nominiert | [ 27 ] |
| 2019 | Top Song Sales Artist             | Ariana Grande              | Nominiert | [ 27 ] |
| 2019 | Top Radio Songs Artist            | Ariana Grande              | Nominiert | [ 27 ] |
| 2019 | Top Social Artist                 | Ariana Grande              | Nominiert | [ 27 ] |
| 2020 | Top Social Artist                 | Ariana Grande              | Nominiert | [ 28 ] |
| 2020 | Top Female Artist                 | Ariana Grande              | Nominiert | [ 28 ] |
| 2020 | Top Billboard 200 Album           | Thank U, Next              | Nominiert | [ 28 ] |
| 2021 | Top Female Artist                 | Ariana Grande              | Nominiert | [ 29 ] |
| 2021 | Top Social Artist                 | Ariana Grande              | Nominiert | [ 29 ] |
| 2021 | Top Dance/Electronic Song         | Rain on Me (mit Lady Gaga) | Nominiert | [ 29 ] |

## Billboard Women in Music
| Jahr | Kategorie         | für           | Resultat | Ref    |
| ---- | ----------------- | ------------- | -------- | ------ |
| 2014 | Rising Star       | Ariana Grande | Gewonnen | [ 30 ] |
| 2018 | Woman of the Year | Ariana Grande | Gewonnen | [ 31 ] |

## Bravo Otto
| Jahr | Kategorie              | für                              | Resultat  | Ref    |
| ---- | ---------------------- | -------------------------------- | --------- | ------ |
| 2013 | Superstar              | Ariana Grande                    | Nominiert |        |
| 2013 | Super-BFFs             | Ariana Grande & Jennette McCurdy | Nominiert |        |
| 2015 | Super-Sängerin         | Ariana Grande                    | Bronze    | [ 32 ] |
| 2020 | Sängerin International | Ariana Grande                    | Gold      | [ 33 ] |

## BreakTudo Awards
| Jahr | Kategorie                   | für                                      | Resultat  | Ref    |
| ---- | --------------------------- | ---------------------------------------- | --------- | ------ |
| 2018 | International Female Artist | Ariana Grande                            | Nominiert | [ 34 ] |
| 2019 | International Female Artist | Ariana Grande                            | Nominiert | [ 35 ] |
| 2019 | International Fandom        | Arianators                               | Nominiert | [ 35 ] |
| 2019 | Clipe Boom do Ano           | Thank U, Next                            | Nominiert | [ 35 ] |
| 2019 | International Hit           | Thank U, Next                            | Nominiert | [ 35 ] |
| 2019 | Album of the Year           | Thank U, Next                            | Nominiert | [ 35 ] |
| 2020 | International Female Artist | Ariana Grande                            | Nominiert | [ 36 ] |
| 2020 | International Music Video   | Rain on Me (mit Lady Gaga)               | Nominiert | [ 36 ] |
| 2020 | International Fandom        | Arianators                               | Nominiert | [ 36 ] |
| 2021 | International Female Artist | Ariana Grande                            | Gewonnen  | [ 37 ] |
| 2021 | Album of the Year           | Positions                                | Gewonnen  | [ 37 ] |
| 2021 | International Hit           | Save Your Tears (Remix) (mit The Weeknd) | Nominiert | [ 37 ] |
| 2021 | International Music Video   | Positions                                | Nominiert | [ 37 ] |

## BRIT Awards
| Jahr | Kategorie                        | für           | Resultat  | Ref    |
| ---- | -------------------------------- | ------------- | --------- | ------ |
| 2016 | International Female Solo Artist | Ariana Grande | Nominiert | [ 38 ] |
| 2019 | International Female Solo Artist | Ariana Grande | Gewonnen  | [ 39 ] |
| 2020 | International Female Solo Artist | Ariana Grande | Nominiert | [ 40 ] |
| 2021 | International Female Solo Artist | Ariana Grande | Nominiert | [ 41 ] |

## British LGBT Awards
| Jahr | Kategorie                 | für           | Resultat  | Ref    |
| ---- | ------------------------- | ------------- | --------- | ------ |
| 2017 | Celebrity Straight Allies | Ariana Grande | Nominiert | [ 42 ] |
| 2018 | Celebrity Straight Allies | Ariana Grande | Nominiert | [ 43 ] |

## Clio Awards
| Jahr | Kategorie                | für                                       | Resultat | Ref    |
| ---- | ------------------------ | ----------------------------------------- | -------- | ------ |
| 2019 | Visual Effects           | No Tears Left to Cry                      | Gold     | [ 44 ] |
| 2019 | Music Videos             | No Tears Left to Cry                      | Silber   | [ 44 ] |
| 2019 | Social Good              | Ariana Grande Sweetener Tour x Head Count | Bronze   | [ 44 ] |
| 2019 | 31 seconds to 60 seconds | Memoji + Ariana Grande                    | Silber   | [ 44 ] |

## Danish Music Awards
| Jahr | Kategorie                 | für           | Resultat  | Ref    |
| ---- | ------------------------- | ------------- | --------- | ------ |
| 2019 | Foreign Album of the Year | Thank U, Next | Nominiert | [ 45 ] |

## FiFi Awards
| Jahr | Kategorie                                  | für                            | Resultat | Ref    |
| ---- | ------------------------------------------ | ------------------------------ | -------- | ------ |
| 2017 | Fragrance of the Year Women’s Popular      | Ariana Grande Sweet Like Candy | Gewonnen | [ 46 ] |
| 2019 | Fragrance of the Year Women’s Popular      | Ariana Grande Cloud            | Gewonnen | [ 47 ] |
| 2019 | Consumer Choice (Germany), Women’s Popular | Ariana Grande Cloud            | Gewonnen | [ 47 ] |
| 2020 | Best New Media Campaign                    | Ariana Grande thank u, next    | Gewonnen | [ 48 ] |
| 2021 | Fragrance of the Year – Popular            | Ariana Grande R.E.M.           | Gewonnen | [ 49 ] |

## GAFFA Awards (Dänemark)
| Jahr | Kategorie                             | für           | Resultat  | Ref    |
| ---- | ------------------------------------- | ------------- | --------- | ------ |
| 2014 | International Newcomer                | Ariana Grande | Nominiert | [ 50 ] |
| 2017 | International Female Artist           | Ariana Grande | Nominiert | [ 51 ] |
| 2019 | International Solo Artist             | Ariana Grande | Gewonnen  | [ 52 ] |
| 2019 | International Song of the Year        | Thank U, Next | Gewonnen  | [ 52 ] |
| 2019 | International Album of the Year       | Sweetener     | Nominiert | [ 52 ] |
| 2020 | International Solo Artist of the Year | Ariana Grande | Nominiert | [ 53 ] |
| 2021 | International Solo Artist of the Year | Ariana Grande | Gewonnen  | [ 54 ] |
| 2021 | International Album of the Year       | Positions     | Nominiert | [ 54 ] |

## GAFFA Awards (Norwegen)
| Jahr | Kategorie                      | für            | Resultat  | Ref    |
| ---- | ------------------------------ | -------------- | --------- | ------ |
| 2018 | International Solo Artist      | Ariana Grande  | Gewonnen  | [ 55 ] |
| 2018 | International Song of the Year | God Is a Woman | Nominiert | [ 55 ] |

## GAFFA Awards (Schweden)
| Jahr | Kategorie                       | für           | Resultat  | Ref    |
| ---- | ------------------------------- | ------------- | --------- | ------ |
| 2019 | International Solo Artist       | Ariana Grande | Gewonnen  | [ 56 ] |
| 2019 | International Song of the Year  | Thank U, Next | Nominiert | [ 56 ] |
| 2019 | International Album of the Year | Sweetener     | Gewonnen  | [ 56 ] |
| 2021 | International Solo Artist       | Ariana Grande | Nominiert | [ 57 ] |
| 2021 | International Song of the Year  | 34+35         | Nominiert | [ 57 ] |

## Glamour Awards
| Jahr | Kategorie                          | für           | Resultat  | Ref    |
| ---- | ---------------------------------- | ------------- | --------- | ------ |
| 2016 | International Musician/Solo Artist | Ariana Grande | Nominiert | [ 58 ] |
| 2017 | International Music Act            | Ariana Grande | Nominiert |        |

## Global Awards
| Jahr | Kategorie   | für                  | Resultat  | Ref    |
| ---- | ----------- | -------------------- | --------- | ------ |
| 2018 | Best Female | Ariana Grande        | Nominiert | [ 59 ] |
| 2019 | Best Female | Ariana Grande        | Nominiert | [ 60 ] |
| 2019 | Best Song   | No Tears Left to Cry | Nominiert | [ 60 ] |
| 2020 | Best Female | Ariana Grande        | Nominiert | [ 61 ] |

## Grammy Awards
| Jahr | Kategorie                      | für                                          | Resultat   | Ref    |
| ---- | ------------------------------ | -------------------------------------------- | ---------- | ------ |
| 2015 | Best Pop Duo/Group Performance | Bang Bang (mit Jessie J & Nicki Minaj)       | Nominiert  | [ 62 ] |
| 2015 | Best Pop Vocal Album           | My Everything                                | Nominiert  | [ 62 ] |
| 2017 | Best Pop Vocal Album           | Dangerous Woman                              | Nominiert  | [ 63 ] |
| 2017 | Best Pop Solo Performance      | Dangerous Woman                              | Nominiert  | [ 63 ] |
| 2019 | Best Pop Solo Performance      | God Is a Woman                               | Nominiert  | [ 64 ] |
| 2019 | Best Pop Vocal Album           | Sweetener                                    | Gewonnen   | [ 64 ] |
| 2020 | Best Pop Vocal Album           | Thank U, Next                                | Nominiert  | [ 65 ] |
| 2020 | Album of the Year              | Thank U, Next                                | Nominiert  | [ 65 ] |
| 2020 | Record of the Year             | 7 Rings                                      | Nominiert  | [ 65 ] |
| 2020 | Best Pop Solo Performance      | 7 Rings                                      | Nominiert  | [ 65 ] |
| 2020 | Best Pop Duo/Group Performance | Boyfriend (mit Social House)                 | Nominiert  | [ 65 ] |
| 2021 | Best Pop Duo/Group Performance | Rain on Me (mit Lady Gaga)                   | Gewonnen   | [ 66 ] |
| 2022 | Pop Solo Performance           | Positions                                    | Nominiert  | [ 67 ] |
| 2022 | Best Pop Vocal Album           | Positions                                    | Nominiert  | [ 68 ] |
| 2025 | Best Dance Pop Recording       | yes, and?                                    | Ausstehend | [ 69 ] |
| 2025 | Best Pop Vocal Album           | eternal sunshine                             | Ausstehend | [ 70 ] |
| 2025 | Best Pop Duo/Group Performance | the boy is mine (Remix) feat. Brandy, Monica | Ausstehend | [ 71 ] |

## Hito Pop Music Awards
| Jahr | Kategorie    | für                                      | Resultat | Ref |
| ---- | ------------ | ---------------------------------------- | -------- | --- |
| 2020 | Western Song | Break Up with Your Girlfriend, I’m Bored | Gewonnen |     |

## Hollywood Music in Media Awards
| Jahr | Kategorie            | für                         | Resultat  | Ref    |
| ---- | -------------------- | --------------------------- | --------- | ------ |
| 2021 | Best Original Song   | Just Look Up (mit Kid Cudi) | Nominiert | [ 72 ] |
| 2021 | Onscreen Performance | Just Look Up (mit Kid Cudi) | Nominiert | [ 72 ] |

## iHeartRadio MMVAs
| Jahr | Kategorie                                    | für                  | Resultat  | Ref    |
| ---- | -------------------------------------------- | -------------------- | --------- | ------ |
| 2015 | Best International Artist                    | Ariana Grande        | Nominiert | [ 73 ] |
| 2016 | iHeartRadio International Artist of the Year | Ariana Grande        | Nominiert | [ 74 ] |
| 2018 | Video of the Year                            | No Tears Left to Cry | Nominiert | [ 75 ] |
| 2018 | Fan Fave Single                              | No Tears Left to Cry | Nominiert | [ 75 ] |

## iHeartRadio Music Awards
| Jahr | Kategorie                 | für                                     | Resultat   | Ref    |
| ---- | ------------------------- | --------------------------------------- | ---------- | ------ |
| 2014 | Young Influencer Award    | Ariana Grande                           | Gewonnen   | [ 76 ] |
| 2014 | Best Fan Army             | Ariana Grande                           | Nominiert  | [ 76 ] |
| 2014 | Instagram Award           | Ariana Grande                           | Nominiert  | [ 76 ] |
| 2015 | Artist of the Year        | Ariana Grande                           | Nominiert  | [ 77 ] |
| 2015 | Best Fan Army             | Ariana Grande                           | Nominiert  | [ 77 ] |
| 2015 | Best Collaboration        | Bang Bang (mit Jessie J & Nicki Minaj)  | Gewonnen   | [ 77 ] |
| 2015 | Best Collaboration        | Problem (mit Iggy Azalea)               | Nominiert  | [ 77 ] |
| 2016 | Best Fan Army             | Ariana Grande                           | Nominiert  | [ 78 ] |
| 2017 | Best Fan Army             | Ariana Grande                           | Nominiert  | [ 79 ] |
| 2017 | Female Artist of the Year | Ariana Grande                           | Nominiert  | [ 79 ] |
| 2017 | Best Cover Song           | How Will I Know                         | Nominiert  | [ 79 ] |
| 2017 | Best Music Video          | Side to Side (mit Nicki Minaj)          | Nominiert  | [ 79 ] |
| 2018 | Best Fan Army             | Ariana Grande                           | Nominiert  | [ 80 ] |
| 2018 | Cutest Musician's Pet     | Toulouse                                | Gewonnen   | [ 80 ] |
| 2019 | Cutest Musician's Pet     | Piggy Smallz                            | Nominiert  | [ 81 ] |
| 2019 | Pop Album of the Year     | Sweetener                               | Gewonnen   | [ 81 ] |
| 2019 | Artist of the Year        | Ariana Grande                           | Gewonnen   | [ 81 ] |
| 2019 | Female Artist of the Year | Ariana Grande                           | Gewonnen   | [ 81 ] |
| 2019 | Best Fan Army             | Ariana Grande                           | Nominiert  | [ 81 ] |
| 2019 | Best Cover Song           | (You Make Me Feel Like) A Natural Woman | Nominiert  | [ 81 ] |
| 2019 | Best Lyrics               | Thank U, Next                           | Nominiert  | [ 81 ] |
| 2019 | Best Music Video          | Thank U, Next                           | Nominiert  | [ 81 ] |
| 2019 | Song That Left Us Shook   | Thank U, Next                           | Nominiert  | [ 81 ] |
| 2020 | Best Remix                | Good as Hell (Remix)(mit Lizzo)         | Nominiert  | [ 82 ] |
| 2020 | Female Artist of the Year | Ariana Grande                           | Nominiert  | [ 82 ] |
| 2020 | Best Fan Army             | Ariana Grande                           | Nominiert  | [ 82 ] |
| 2020 | Best Lyrics               | 7 Rings                                 | Nominiert  | [ 82 ] |
| 2020 | Best Music Video          | 7 Rings                                 | Nominiert  | [ 82 ] |
| 2021 | Female Artist of the Year | Ariana Grande                           | Nominiert  | [ 83 ] |
| 2021 | Best Fan Army             | Ariana Grande                           | Nominiert  | [ 83 ] |
| 2021 | Best Music Video          | Rain on Me (mit Lady Gaga)              | Nominiert  | [ 83 ] |
| 2021 | Dance Song of the Year    | Rain on Me (mit Lady Gaga)              | Nominiert  | [ 83 ] |
| 2022 | Female Artist of the Year | Ariana Grande                           | Ausstehend | [ 84 ] |
| 2022 | Best Fan Army             | Ariana Grande                           | Ausstehend | [ 84 ] |
| 2022 | Song of the Year          | Positions                               | Ausstehend | [ 84 ] |

## iHeartRadio Titanium Award
| Jahr | Kategorie     | für                  | Resultat | Ref    |
| ---- | ------------- | -------------------- | -------- | ------ |
| 2019 | Winning Songs | Breathin             | Gewonnen | [ 85 ] |
| 2019 | Winning Songs | No Tears Left to Cry | Gewonnen | [ 85 ] |
| 2020 | Winning Songs | Thank U, Next        | Gewonnen | [ 86 ] |
| 2020 | Winning Songs | 7 Rings              | Gewonnen | [ 86 ] |
| 2021 | Winning Songs | Positions            | Gewonnen | [ 87 ] |

## Japan Gold Disc Award
| Jahr | Kategorie                              | für             | Resultat | Ref    |
| ---- | -------------------------------------- | --------------- | -------- | ------ |
| 2015 | New Artist of the Year (International) | Ariana Grande   | Gewonnen | [ 88 ] |
| 2015 | Best 3 New Artists (International)     | Ariana Grande   | Gewonnen | [ 88 ] |
| 2015 | Best 3 Albums (International)          | My Everything   | Gewonnen | [ 88 ] |
| 2017 | International Artist of the Year       | Ariana Grande   | Gewonnen | [ 89 ] |
| 2017 | International Album of the Year        | Dangerous Woman | Gewonnen | [ 89 ] |
| 2017 | Best 3 Albums (International)          | Dangerous Woman | Gewonnen | [ 89 ] |
| 2019 | Best 3 Albums (International)          | Sweetener       | Gewonnen | [ 90 ] |

## Joox Thailand Music Awards
| Jahr | Kategorie                        | für           | Resultat  | Ref    |
| ---- | -------------------------------- | ------------- | --------- | ------ |
| 2019 | International Artist of the Year | Ariana Grande | Nominiert | [ 91 ] |
| 2020 | International Artist of the Year | Ariana Grande | Gewonnen  | [ 92 ] |

## Juno Awards
| Jahr | Kategorie                       | für             | Resultat  | Ref    |
| ---- | ------------------------------- | --------------- | --------- | ------ |
| 2017 | International Album of the Year | Dangerous Woman | Nominiert | [ 93 ] |
| 2020 | International Album of the Year | Thank U, Next   | Nominiert | [ 94 ] |

## LiveXLive’s Lockdown Awards
| Jahr | Kategorie                   | für                              | Resultat  | Ref    |
| ---- | --------------------------- | -------------------------------- | --------- | ------ |
| 2020 | Zoom Tune: Zoom Performance | Stuck with U (mit Justin Bieber) | Nominiert | [ 95 ] |

## LOS40 Music Awards
| Jahr | Kategorie                                  | für                        | Resultat   | Ref     |
| ---- | ------------------------------------------ | -------------------------- | ---------- | ------- |
| 2014 | Best Breakthrough Artist in 40 Principales | Ariana Grande              | Nominiert  | [ 96 ]  |
| 2017 | Lo + 40 Artist Award                       | Ariana Grande              | Nominiert  | [ 97 ]  |
| 2019 | Best International Album                   | Thank U, Next              | Nominiert  | [ 98 ]  |
| 2020 | Best International Video                   | Rain on Me (mit Lady Gaga) | Nominiert  | [ 99 ]  |
| 2021 | Best International Album                   | Positions                  | Ausstehend | [ 100 ] |

## Lunas del Auditorio
| Jahr | Kategorie                        | für           | Resultat  | Ref     |
| ---- | -------------------------------- | ------------- | --------- | ------- |
| 2016 | Best Foreign Language Pop Artist | Ariana Grande | Nominiert | [ 101 ] |
| 2018 | Best Foreign Language Pop Artist | Ariana Grande | Nominiert | [ 102 ] |

## Melon Music Awards
| Jahr | Kategorie      | für           | Resultat  | Ref     |
| ---- | -------------- | ------------- | --------- | ------- |
| 2019 | Top 10 Artists | Ariana Grande | Nominiert | [ 103 ] |

## MTV Awards

### MTV Europe Music Awards
| Jahr | Kategorie          | für                                      | Resultat  | Ref     |
| ---- | ------------------ | ---------------------------------------- | --------- | ------- |
| 2013 | Artist on the Rise | Ariana Grande                            | Nominiert | [ 104 ] |
| 2014 | Best Song          | Problem (mit Iggy Azalea)                | Gewonnen  | [ 105 ] |
| 2014 | Best Pop           | Ariana Grande                            | Nominiert | [ 105 ] |
| 2014 | Best Female Artist | Ariana Grande                            | Gewonnen  | [ 105 ] |
| 2014 | Best New Artist    | Ariana Grande                            | Nominiert | [ 105 ] |
| 2014 | Best Push Act      | Ariana Grande                            | Nominiert | [ 105 ] |
| 2014 | Biggest Fans       | Ariana Grande                            | Nominiert | [ 105 ] |
| 2015 | Best Pop           | Ariana Grande                            | Nominiert | [ 106 ] |
| 2016 | Best Pop           | Ariana Grande                            | Nominiert | [ 107 ] |
| 2016 | Best US Act        | Ariana Grande                            | Gewonnen  | [ 107 ] |
| 2016 | Biggest Fans       | Ariana Grande                            | Nominiert | [ 107 ] |
| 2017 | Best Artist        | Ariana Grande                            | Nominiert | [ 108 ] |
| 2017 | Biggest Fans       | Ariana Grande                            | Nominiert | [ 108 ] |
| 2018 | Best Artist        | Ariana Grande                            | Nominiert | [ 109 ] |
| 2018 | Best Pop           | Ariana Grande                            | Nominiert | [ 109 ] |
| 2018 | Best US Act        | Ariana Grande                            | Nominiert | [ 109 ] |
| 2018 | Best Video         | No Tears Left to Cry                     | Nominiert | [ 109 ] |
| 2018 | Best Song          | No Tears Left to Cry                     | Nominiert | [ 109 ] |
| 2019 | Best Artist        | Ariana Grande                            | Nominiert | [ 110 ] |
| 2019 | Best Pop           | Ariana Grande                            | Nominiert | [ 110 ] |
| 2019 | Best Live          | Ariana Grande                            | Nominiert | [ 110 ] |
| 2019 | Biggest Fans       | Ariana Grande                            | Nominiert | [ 110 ] |
| 2019 | Best US Act        | Ariana Grande                            | Nominiert | [ 110 ] |
| 2019 | Best Song          | 7 Rings                                  | Nominiert | [ 110 ] |
| 2019 | Best Video         | Thank U, Next                            | Nominiert | [ 110 ] |
| 2020 | Best Video         | Rain on Me (mit Lady Gaga)               | Nominiert | [ 111 ] |
| 2020 | Best Song          | Rain on Me (mit Lady Gaga)               | Nominiert | [ 111 ] |
| 2020 | Best Collaboration | Rain on Me (mit Lady Gaga)               | Nominiert | [ 111 ] |
| 2020 | Biggest Fans       | Ariana Grande                            | Nominiert | [ 111 ] |
| 2021 | Biggest Fans       | Ariana Grande                            | Nominiert | [ 112 ] |
| 2021 | Best US Act        | Ariana Grande                            | Nominiert | [ 112 ] |
| 2021 | Best Collaboration | Save Your Tears (Remix) (mit The Weeknd) | Nominiert | [ 112 ] |

### MTV Italian Music Awards
| Jahr | Kategorie                 | für           | Resultat  | Ref     |
| ---- | ------------------------- | ------------- | --------- | ------- |
| 2015 | Wonder Woman              | Ariana Grande | Nominiert | [ 113 ] |
| 2015 | MTV Awards Star           | Ariana Grande | Nominiert | [ 113 ] |
| 2016 | Best International Female | Ariana Grande | Gewonnen  | [ 114 ] |
| 2017 | Best International Female | Ariana Grande | Gewonnen  | [ 115 ] |

### MTV Millennial Awards
| Jahr | Kategorie                      | für                       | Resultat  | Ref     |
| ---- | ------------------------------ | ------------------------- | --------- | ------- |
| 2014 | International Hit of the Year  | Problem (mit Iggy Azalea) | Nominiert | [ 116 ] |
| 2015 | Global Instagramer of the Year | Ariana Grande             | Gewonnen  | [ 117 ] |
| 2015 | International Hit of the Year  | One Last Time             | Gewonnen  | [ 117 ] |
| 2016 | Global Snapchat of the Year    | Ariana Grande             | Gewonnen  | [ 118 ] |
| 2016 | Fail of the Year               | Ariana Grande             | Nominiert | [ 118 ] |
| 2017 | Global Instagramer             | Ariana Grande             | Nominiert | [ 119 ] |
| 2019 | Global Instagramer             | Ariana Grande             | Nominiert | [ 120 ] |
| 2019 | Fandom                         | Ariana Grande             | Nominiert | [ 120 ] |
| 2019 | #InstaPetz                     | Piggy Smallz              | Nominiert | [ 120 ] |
| 2019 | Global Hit                     | Thank U, Next             | Nominiert | [ 120 ] |

### MTV Millennial Awards Brazil
| Jahr | Kategorie                   | für                                      | Resultat  | Ref     |
| ---- | --------------------------- | ---------------------------------------- | --------- | ------- |
| 2019 | Global Hit                  | Thank U, Next                            | Nominiert | [ 121 ] |
| 2019 | Fandom of the Year          | Ariana Grande                            | Nominiert | [ 121 ] |
| 2019 | Pet of the Year             | Piggy Smallz                             | Nominiert | [ 121 ] |
| 2020 | International Collaboration | Stuck with U (mit Justin Bieber)         | Nominiert | [ 122 ] |
| 2020 | International Collaboration | Rain on Me (mit Lady Gaga)               | Nominiert | [ 122 ] |
| 2020 | Global Hit                  | Rain on Me (mit Lady Gaga)               | Gewonnen  | [ 122 ] |
| 2021 | Global Hit                  | Positions                                | Nominiert | [ 123 ] |
| 2021 | International Collaboration | Save Your Tears (Remix) (mit The Weeknd) | Nominiert | [ 123 ] |

### MTV Movie Awards
| Jahr | Kategorie              | für                                           | Resultat  | Ref     |
| ---- | ---------------------- | --------------------------------------------- | --------- | ------- |
| 2017 | Best Musical Moment    | Beauty and the Beast (mit John Legend)        | Nominiert | [ 124 ] |
| 2017 | Best Musical Moment    | You Can't Stop the Beat (mit Hairspray Live!) | Nominiert | [ 124 ] |
| 2021 | Best Music Documentary | Ariana Grande: Excuse Me, I Love You          | Nominiert | [ 125 ] |

### MTV Video Music Awards
| Jahr | Kategorie                  | für                                    | Resultat  | Ref     |
| ---- | -------------------------- | -------------------------------------- | --------- | ------- |
| 2014 | Best Female Video          | Problem (mit Iggy Azalea)              | Nominiert | [ 126 ] |
| 2014 | Best Pop Video             | Problem (mit Iggy Azalea)              | Gewonnen  | [ 126 ] |
| 2014 | Best Lyric Video           | Problem (mit Iggy Azalea)              | Nominiert | [ 126 ] |
| 2014 | Best Collaboration         | Problem (mit Iggy Azalea)              | Nominiert | [ 126 ] |
| 2015 | Best Collaboration         | Love Me Harder (mit The Weeknd)        | Nominiert | [ 127 ] |
| 2015 | Best Collaboration         | Bang Bang (mit Jessie J & Nicki Minaj) | Nominiert | [ 127 ] |
| 2016 | Best Collaboration         | Let Me Love You (mit Lil Wayne)        | Nominiert | [ 128 ] |
| 2016 | Best Female Video          | Into You                               | Nominiert | [ 128 ] |
| 2016 | Best Pop Video             | Into You                               | Nominiert | [ 128 ] |
| 2016 | Best Editing               | Into You                               | Nominiert | [ 128 ] |
| 2016 | Best Cinematography        | Into You                               | Nominiert | [ 128 ] |
| 2017 | Best Choreography          | Side to Side (mit Nicki Minaj)         | Nominiert | [ 129 ] |
| 2017 | Artist of the Year         | Ariana Grande                          | Nominiert | [ 129 ] |
| 2018 | Artist of the Year         | Ariana Grande                          | Nominiert | [ 130 ] |
| 2018 | Video of the Year          | No Tears Left to Cry                   | Nominiert | [ 130 ] |
| 2018 | Best Pop                   | No Tears Left to Cry                   | Gewonnen  | [ 130 ] |
| 2018 | Best Cinematography        | No Tears Left to Cry                   | Nominiert | [ 130 ] |
| 2018 | Best Visual Effects        | No Tears Left to Cry                   | Nominiert | [ 130 ] |
| 2019 | Video of the Year          | Thank U, Next                          | Nominiert | [ 131 ] |
| 2019 | Song of the Year           | Thank U, Next                          | Nominiert | [ 131 ] |
| 2019 | Best Pop                   | Thank U, Next                          | Nominiert | [ 131 ] |
| 2019 | Best Direction             | Thank U, Next                          | Nominiert | [ 131 ] |
| 2019 | Best Cinematography        | Thank U, Next                          | Nominiert | [ 131 ] |
| 2019 | Best Editing               | 7 Rings                                | Nominiert | [ 131 ] |
| 2019 | Best Art Direction         | 7 Rings                                | Gewonnen  | [ 131 ] |
| 2019 | Best Power Anthem          | 7 Rings                                | Nominiert | [ 131 ] |
| 2019 | Song of Summer             | Boyfriend (mit Social House)           | Gewonnen  | [ 131 ] |
| 2019 | Best Hip-Hop               | Rule the World (mit 2 Chainz)          | Nominiert | [ 131 ] |
| 2019 | Best Visual Effects        | God Is a Woman                         | Nominiert | [ 131 ] |
| 2019 | Artist of the Year         | Ariana Grande                          | Gewonnen  | [ 131 ] |
| 2020 | Video of the Year          | Rain on Me (mit Lady Gaga)             | Nominiert | [ 132 ] |
| 2020 | Song of the Year           | Rain on Me (mit Lady Gaga)             | Gewonnen  | [ 132 ] |
| 2020 | Best Pop                   | Rain on Me (mit Lady Gaga)             | Nominiert | [ 132 ] |
| 2020 | Best Cinematography        | Rain on Me (mit Lady Gaga)             | Gewonnen  | [ 132 ] |
| 2020 | Best Visual Effects        | Rain on Me (mit Lady Gaga)             | Nominiert | [ 132 ] |
| 2020 | Best Choreography          | Rain on Me (mit Lady Gaga)             | Nominiert | [ 132 ] |
| 2020 | Best Collaboration         | Rain on Me (mit Lady Gaga)             | Gewonnen  | [ 132 ] |
| 2020 | Best Collaboration         | Stuck with U (mit Justin Bieber)       | Nominiert | [ 132 ] |
| 2020 | Best Music Video from Home | Stuck with U (mit Justin Bieber)       | Gewonnen  | [ 132 ] |
| 2021 | Artist of the Year         | Ariana Grande                          | Nominiert | [ 133 ] |
| 2021 | Best Pop                   | Positions                              | Nominiert | [ 133 ] |
| 2021 | Best Choreography          | 34+35                                  | Nominiert | [ 133 ] |

### MTV Video Music Awards Japan
| Jahr | Kategorie                         | für                       | Resultat  | Ref     |
| ---- | --------------------------------- | ------------------------- | --------- | ------- |
| 2014 | Best New Artist Video             | Baby I                    | Gewonnen  | [ 134 ] |
| 2015 | Best Female Video                 | Problem (mit Iggy Azalea) | Gewonnen  | [ 135 ] |
| 2016 | Best Female Video                 | Into You                  | Gewonnen  | [ 136 ] |
| 2016 | Best Pop Video                    | Into You                  | Nominiert |         |
| 2018 | Best Female Video - International | No Tears Left to Cry      | Gewonnen  | [ 137 ] |

### MTV Video Play Awards
| Jahr | Kategorie      | für                  | Resultat | Ref     |
| ---- | -------------- | -------------------- | -------- | ------- |
| 2018 | Winning Videos | No Tears Left to Cry | Gewonnen | [ 138 ] |
| 2019 | Winning Videos | 7 Rings              | Gewonnen | [ 139 ] |
| 2019 | Winning Videos | Thank U, Next        | Gewonnen | [ 139 ] |

## Music Business Association
| Jahr | Kategorie                       | für           | Resultat | Ref     |
| ---- | ------------------------------- | ------------- | -------- | ------- |
| 2014 | Breakthrough Artist of the Year | Ariana Grande | Gewonnen | [ 140 ] |

## Music Daily Awards
| Jahr | Kategorie                 | für                        | Resultat  | Ref     |
| ---- | ------------------------- | -------------------------- | --------- | ------- |
| 2020 | Best Female               | Ariana Grande              | Nominiert | [ 141 ] |
| 2020 | Collaboration of the Year | Rain on Me (mit Lady Gaga) | Nominiert | [ 141 ] |
| 2020 | Best Music Video          | Rain on Me (mit Lady Gaga) | Nominiert | [ 141 ] |
| 2020 | Biggest Fanbase           | Arianators                 | Nominiert | [ 141 ] |

## Myx Music Awards
| Jahr | Kategorie                    | für                        | Resultat  | Ref     |
| ---- | ---------------------------- | -------------------------- | --------- | ------- |
| 2016 | Favorite International Video | One Last Time              | Nominiert | [ 142 ] |
| 2019 | Favorite International Video | Thank U, Next              | Nominiert | [ 143 ] |
| 2020 | Favorite International Video | 7 Rings                    | Nominiert | [ 144 ] |
| 2021 | Favorite International Video | Rain on Me (mit Lady Gaga) | Nominiert | [ 145 ] |

## NAACP Image Awards
| Jahr | Kategorie              | für           | Resultat  | Ref     |
| ---- | ---------------------- | ------------- | --------- | ------- |
| 2014 | Outstanding New Artist | Ariana Grande | Nominiert | [ 146 ] |

## National Youth Theatre Awards
| Jahr | Kategorie                                 | für           | Resultat | Ref     |
| ---- | ----------------------------------------- | ------------- | -------- | ------- |
| 2009 | Outstanding Featured Actress in a Musical | Ariana Grande | Gewonnen | [ 147 ] |

## Neox Fan Awards
| Jahr | Kategorie                | für           | Resultat  | Ref |
| ---- | ------------------------ | ------------- | --------- | --- |
| 2014 | Best New Act of the Year | Ariana Grande | Nominiert |     |

## Nickelodeon Kids’ Choice Awards

### Nickelodeon Kids’ Choice Awards
| Jahr | Kategorie                    | für                                    | Resultat  | Ref     |
| ---- | ---------------------------- | -------------------------------------- | --------- | ------- |
| 2014 | Favorite TV Actress          | Ariana Grande in Sam & Cat             | Gewonnen  | [ 148 ] |
| 2015 | Favorite Female Artist       | Ariana Grande                          | Nominiert | [ 149 ] |
| 2015 | Song of the Year             | Bang Bang (mit Jessie J & Nicki Minaj) | Gewonnen  | [ 149 ] |
| 2015 | Song of the Year             | Problem (mit Iggy Azalea)              | Nominiert | [ 149 ] |
| 2016 | Favorite Female Artist       | Ariana Grande                          | Gewonnen  | [ 150 ] |
| 2017 | Favorite Female Artist       | Ariana Grande                          | Nominiert | [ 151 ] |
| 2017 | Favorite Song                | Side to Side (mit Nicki Minaj)         | Nominiert | [ 151 ] |
| 2019 | Favorite Song                | Thank U, Next                          | Gewonnen  | [ 152 ] |
| 2019 | Favorite Female Artist       | Ariana Grande                          | Gewonnen  | [ 152 ] |
| 2020 | Favorite Song                | 7 Rings                                | Nominiert | [ 153 ] |
| 2020 | Favorite Female Artist       | Ariana Grande                          | Gewonnen  | [ 153 ] |
| 2021 | Favorite Female Artist       | Ariana Grande                          | Gewonnen  | [ 154 ] |
| 2021 | Favorite Music Collaboration | Rain on Me (mit Lady Gaga)             | Nominiert | [ 154 ] |
| 2021 | Favorite Music Collaboration | Stuck with U (mit Justin Bieber)       | Gewonnen  | [ 154 ] |

### Meus Prêmios Nick
| Jahr | Kategorie                                | für                  | Resultat  | Ref     |
| ---- | ---------------------------------------- | -------------------- | --------- | ------- |
| 2014 | Favorite International Artist            | Ariana Grande        | Nominiert | [ 155 ] |
| 2014 | Favorite Fandom                          | Ariana Grande        | Nominiert | [ 155 ] |
| 2015 | Favorite International Artist            | Ariana Grande        | Nominiert | [ 156 ] |
| 2016 | Favorite International Artist            | Ariana Grande        | Nominiert | [ 157 ] |
| 2017 | Favorite International Artist            | Ariana Grande        | Nominiert | [ 158 ] |
| 2017 | International Show of the Year in Brazil | Dangerous Woman Tour | Nominiert |         |
| 2017 | Favorite Instagrammer                    | Ariana Grande        | Gewonnen  |         |
| 2018 | Favorite International Artist            | Ariana Grande        | Gewonnen  | [ 159 ] |
| 2019 | Favorite International Artist            | Ariana Grande        | Nominiert | [ 160 ] |

### Nickelodeon Argentina Kids' Choice Awards
| Jahr | Kategorie                              | für           | Resultat  | Ref     |
| ---- | -------------------------------------- | ------------- | --------- | ------- |
| 2014 | Favorite International Artist or Group | Ariana Grande | Gewonnen  | [ 161 ] |
| 2015 | Favorite International Artist or Group | Ariana Grande | Gewonnen  | [ 162 ] |
| 2016 | Favorite International Artist or Group | Ariana Grande | Nominiert | [ 163 ] |
| 2018 | Favorite International Artist or Group | Ariana Grande | Nominiert | [ 164 ] |

### Nickelodeon Australian Kids’ Choice Awards
| Jahr | Kategorie                        | für                         | Resultat  | Ref     |
| ---- | -------------------------------- | --------------------------- | --------- | ------- |
| 2013 | Aussie's Fave Nick Star          | Ariana Grande in Victorious | Nominiert | [ 165 ] |
| 2014 | Aussies’ Fave Hottie             | Ariana Grande               | Nominiert | [ 166 ] |
| 2015 | Aussie/Kiwi's Favourite Fan Army | Ariana Grande               | Nominiert | [ 167 ] |

### Nickelodeon Colombia Kids’ Choice Awards
| Jahr | Kategorie                              | für           | Resultat  | Ref     |
| ---- | -------------------------------------- | ------------- | --------- | ------- |
| 2014 | Favorite International Artist or Group | Ariana Grande | Nominiert | [ 168 ] |
| 2015 | Favorite International Artist or Group | Ariana Grande | Nominiert | [ 169 ] |
| 2016 | Favorite International Artist or Group | Ariana Grande | Gewonnen  | [ 170 ] |
| 2017 | Favorite International Artist or Group | Ariana Grande | Nominiert | [ 171 ] |
| 2017 | Best Fandom                            | Ariana Grande | Nominiert | [ 171 ] |

### Nickelodeon Mexico Kids’ Choice Awards
| Jahr | Kategorie                              | für           | Resultat  | Ref     |
| ---- | -------------------------------------- | ------------- | --------- | ------- |
| 2014 | Favorite International Artist or Group | Ariana Grande | Gewonnen  | [ 172 ] |
| 2015 | Favorite International Artist or Group | Ariana Grande | Nominiert | [ 173 ] |
| 2016 | Favorite International Artist or Group | Ariana Grande | Nominiert | [ 174 ] |
| 2018 | Favorite International Artist or Group | Ariana Grande | Nominiert | [ 175 ] |
| 2018 | No Tears Left to Cry                   | Favorite Hit  | Nominiert | [ 175 ] |
| 2019 | Favorite International Artist or Group | Ariana Grande | Nominiert | [ 176 ] |

### Nickelodeon UK Kids' Choice Awards
| Jahr | Kategorie               | für           | Resultat  | Ref |
| ---- | ----------------------- | ------------- | --------- | --- |
| 2013 | UK Favourite Fan Family | Ariana Grande | Nominiert |     |

## NME Awards
| Jahr | Kategorie                | für                 | Resultat | Ref     |
| ---- | ------------------------ | ------------------- | -------- | ------- |
| 2018 | Hero of the Year         | Ariana Grande       | Gewonnen | [ 177 ] |
| 2018 | Music Moment of the Year | One Love Manchester | Gewonnen | [ 177 ] |

## NRJ Music Awards
| Jahr | Kategorie                               | für                              | Resultat  | Ref     |
| ---- | --------------------------------------- | -------------------------------- | --------- | ------- |
| 2014 | International Breakthrough of the Year  | Ariana Grande                    | Gewonnen  | [ 178 ] |
| 2014 | International Song of the Year          | Problem (mit Iggy Azalea)        | Nominiert | [ 178 ] |
| 2015 | International Female Artist             | Ariana Grande                    | Nominiert | [ 179 ] |
| 2018 | International Female Artist             | Ariana Grande                    | Gewonnen  | [ 180 ] |
| 2018 | International Song of the Year          | No Tears Left to Cry             | Nominiert | [ 180 ] |
| 2018 | Video of the Year                       | No Tears Left to Cry             | Nominiert | [ 180 ] |
| 2019 | International Female Artist             | Ariana Grande                    | Gewonnen  | [ 181 ] |
| 2020 | International Collaboration of the Year | Rain on Me (mit Lady Gaga)       | Gewonnen  | [ 182 ] |
| 2020 | Video of the Year                       | Rain on Me (mit Lady Gaga)       | Nominiert |         |
| 2021 | International Collaboration of the Year | Save Your Tears (mit The Weeknd) | Nominiert | [ 183 ] |

## People’s Choice Awards
| Jahr | Kategorie                    | für                                    | Resultat  | Ref     |
| ---- | ---------------------------- | -------------------------------------- | --------- | ------- |
| 2014 | Favorite Breakout Artist     | Ariana Grande                          | Gewonnen  | [ 184 ] |
| 2015 | Favorite Album               | My Everything                          | Nominiert | [ 185 ] |
| 2015 | Favorite Song                | Bang Bang (mit Jessie J & Nicki Minaj) | Nominiert | [ 185 ] |
| 2017 | Favorite Female Artist       | Ariana Grande                          | Nominiert | [ 186 ] |
| 2017 | Favorite Pop Artist          | Ariana Grande                          | Nominiert | [ 186 ] |
| 2017 | Favorite Album               | Dangerous Woman                        | Nominiert | [ 186 ] |
| 2018 | Female Artist of the Year    | Ariana Grande                          | Nominiert | [ 187 ] |
| 2018 | Album of the Year            | Sweetener                              | Nominiert | [ 187 ] |
| 2018 | Song of the Year             | No Tears Left to Cry                   | Nominiert | [ 187 ] |
| 2018 | Music Video of the Year      | No Tears Left to Cry                   | Nominiert | [ 187 ] |
| 2019 | Music Video of the Year      | 7 Rings                                | Nominiert | [ 188 ] |
| 2019 | Song of the Year             | 7 Rings                                | Nominiert | [ 188 ] |
| 2019 | Female Artist of the Year    | Ariana Grande                          | Nominiert | [ 188 ] |
| 2019 | Album of the Year            | Thank U, Next                          | Nominiert | [ 188 ] |
| 2019 | Concert Tour of the Year     | Sweetener World Tour                   | Nominiert | [ 188 ] |
| 2019 | Social Celebrity of the Year | Ariana Grande                          | Nominiert | [ 188 ] |
| 2020 | Social Celebrity of the Year | Ariana Grande                          | Gewonnen  | [ 189 ] |
| 2020 | Female Artist of the Year    | Ariana Grande                          | Gewonnen  | [ 189 ] |
| 2020 | Song of the Year             | Stuck with U (mit Justin Bieber)       | Nominiert | [ 189 ] |
| 2020 | Song of the Year             | Rain on Me (mit Lady Gaga)             | Nominiert | [ 189 ] |
| 2020 | Collaboration of the Year    | Rain on Me (mit Lady Gaga)             | Nominiert | [ 189 ] |
| 2020 | Music Video of the Year      | Rain on Me (mit Lady Gaga)             | Nominiert | [ 189 ] |

## PLAY - Portuguese Music Awards
| Jahr | Kategorie                 | für           | Resultat  | Ref     |
| ---- | ------------------------- | ------------- | --------- | ------- |
| 2019 | Best International Artist | Ariana Grande | Nominiert | [ 190 ] |

## Pollstar Awards
| Jahr | Kategorie     | für                  | Resultat  | Ref     |
| ---- | ------------- | -------------------- | --------- | ------- |
| 2017 | Best Pop Tour | Dangerous Woman Tour | Nominiert | [ 191 ] |
| 2019 | Best Pop Tour | Sweetener World Tour | Nominiert | [ 192 ] |

## Q Awards
| Jahr | Kategorie             | für           | Resultat  | Ref     |
| ---- | --------------------- | ------------- | --------- | ------- |
| 2019 | Best Live Performance | Ariana Grande | Nominiert | [ 193 ] |

## Queerty Awards
| Jahr | Kategorie | für                        | Resultat | Ref     |
| ---- | --------- | -------------------------- | -------- | ------- |
| 2021 | Anthem    | Rain on Me (mit Lady Gaga) | Gewonnen | [ 194 ] |

## Radio Disney Music Awards
| Jahr | Kategorie                  | für                                    | Resultat  | Ref     |
| ---- | -------------------------- | -------------------------------------- | --------- | ------- |
| 2014 | Chart Topper Award         | Ariana Grande                          | Gewonnen  | [ 195 ] |
| 2014 | Breakout Artist            | Ariana Grande                          | Nominiert | [ 195 ] |
| 2014 | Most Talked About Artist   | Ariana Grande                          | Nominiert | [ 195 ] |
| 2015 | Best Female Artist         | Ariana Grande                          | Gewonnen  | [ 196 ] |
| 2015 | Song of the Year           | Problem (mit Iggy Azalea)              | Gewonnen  | [ 196 ] |
| 2015 | Artist with the Best Style | Ariana Grande                          | Nominiert | [ 196 ] |
| 2015 | Most Talked About Artist   | Ariana Grande                          | Gewonnen  | [ 196 ] |
| 2016 | Best Song To Dance To      | Focus                                  | Gewonnen  | [ 197 ] |
| 2017 | Best Female Artist         | Ariana Grande                          | Gewonnen  | [ 198 ] |
| 2017 | Best Collaboration         | Beauty and the Beast (mit John Legend) | Nominiert | [ 198 ] |

## Rockbjörnen
| Jahr | Kategorie                | für                        | Resultat  | Ref     |
| ---- | ------------------------ | -------------------------- | --------- | ------- |
| 2017 | Concert of the Year      | Ariana Grande              | Nominiert | [ 199 ] |
| 2018 | Foreign Song of the Year | No Tears Left to Cry       | Nominiert | [ 200 ] |
| 2019 | Foreign Song of the Year | 7 Rings                    | Nominiert | [ 201 ] |
| 2021 | Foreign Song of the Year | Rain on Me (mit Lady Gaga) | Nominiert | [ 202 ] |

## RTHK International Pop Poll Awards
| Jahr | Kategorie                        | für                                    | Resultat | Ref     |
| ---- | -------------------------------- | -------------------------------------- | -------- | ------- |
| 2018 | Super Gold Song                  | Beauty and the Beast (mit John Legend) | Gewonnen |         |
| 2018 | Top Ten International Gold Songs | Beauty and the Beast (mit John Legend) | Gewonnen |         |
| 2019 | Top Ten International Gold Songs | 7 Rings                                | Gewonnen | [ 203 ] |
| 2019 | Top Ten International Gold Songs | Thank U, Next                          | Gewonnen | [ 203 ] |
| 2019 | The Best Selling English Album   | Thank U, Next                          | Gewonnen | [ 203 ] |
| 2019 | Top Female Artist                | Ariana Grande                          | Silber   | [ 203 ] |
| 2020 | Top Female Artist                | Ariana Grande                          | Bronze   | [ 204 ] |
| 2020 | Top Ten International Gold Songs | Boyfriend (mit Social House)           | Gewonnen | [ 204 ] |
| 2021 | Top Ten International Gold Songs | Rain on Me (mit Lady Gaga)             | Gewonnen | [ 205 ] |

## Satellite Awards
| Jahr | Kategorie     | für                                                  | Resultat  | Ref     |
| ---- | ------------- | ---------------------------------------------------- | --------- | ------- |
| 2019 | Original Song | Don't Call Me Angel (mit Miley Cyrus & Lana Del Rey) | Nominiert | [ 206 ] |

## Shorty Awards
| Jahr | Kategorie               | für           | Resultat  | Ref     |
| ---- | ----------------------- | ------------- | --------- | ------- |
| 2017 | Best in Music           | Ariana Grande | Nominiert | [ 207 ] |
| 2019 | Storyteller of the Year | Ariana Grande | Gewonnen  | [ 208 ] |

## Space Shower Music Awards
| Jahr | Kategorie                 | für           | Resultat  | Ref     |
| ---- | ------------------------- | ------------- | --------- | ------- |
| 2017 | Best International Artist | Ariana Grande | Nominiert | [ 209 ] |
| 2019 | Best International Artist | Ariana Grande | Gewonnen  | [ 210 ] |

## Spotify Awards
| Jahr | Kategorie                                                       | für           | Resultat  | Ref     |
| ---- | --------------------------------------------------------------- | ------------- | --------- | ------- |
| 2020 | Most-Streamed Female Artist                                     | Ariana Grande | Nominiert | [ 211 ] |
| 2020 | Most-Streamed Female Artist – For Users From 13 to 17 Years Old | Ariana Grande | Nominiert | [ 211 ] |
| 2020 | Most-Streamed Female Artist – For Users From 18 to 29 Years Old | Ariana Grande | Nominiert | [ 211 ] |

## Streamy Awards
| Jahr | Kategorie  | für                        | Resultat | Ref     |
| ---- | ---------- | -------------------------- | -------- | ------- |
| 2017 | Cover Song | Somewhere Over the Rainbow | Gewonnen | [ 212 ] |

## Teen Choice Awards
| Jahr | Kategorie                          | für                                    | Resultat  | Ref     |
| ---- | ---------------------------------- | -------------------------------------- | --------- | ------- |
| 2013 | Choice Breakout Artist             | Ariana Grande                          | Nominiert | [ 213 ] |
| 2013 | Choice Music: Summer Female Artist | Ariana Grande                          | Nominiert | [ 213 ] |
| 2013 | Choice Style Icon                  | Ariana Grande                          | Nominiert | [ 213 ] |
| 2013 | Choice Love Song                   | The Way (mit Mac Miller)               | Nominiert | [ 213 ] |
| 2014 | Choice Female Artist               | Ariana Grande                          | Gewonnen  | [ 214 ] |
| 2014 | Choice Music: Summer Female Artist | Ariana Grande                          | Nominiert | [ 214 ] |
| 2014 | Choice Hottie: Female              | Ariana Grande                          | Nominiert | [ 214 ] |
| 2014 | Choice Fanatic Fans                | Ariana Grande                          | Nominiert | [ 214 ] |
| 2014 | Choice Music Single: Female Artist | Problem (mit Iggy Azalea)              | Gewonnen  | [ 214 ] |
| 2014 | Choice Break-Up Song               | Break Free (mit Zedd)                  | Nominiert | [ 214 ] |
| 2014 | Choice Web: Collaboration          | Ariana Grande & Alfie Deyes            | Nominiert | [ 214 ] |
| 2015 | Choice Music: Summer Female Artist | Ariana Grande                          | Nominiert | [ 215 ] |
| 2015 | Choice Summer Music Artist: Female | Ariana Grande                          | Nominiert | [ 215 ] |
| 2015 | Choice Instagrammer                | Ariana Grande                          | Gewonnen  | [ 215 ] |
| 2015 | Choice Song: Female Artist         | One Last Time                          | Gewonnen  | [ 215 ] |
| 2015 | Choice Song: Female Artist         | Bang Bang (mit Jessie J & Nicki Minaj) | Nominiert | [ 215 ] |
| 2015 | Choice Summer Tour                 | The Honeymoon Tour                     | Nominiert | [ 215 ] |
| 2016 | Choice Music: Female Artist        | Ariana Grande                          | Nominiert | [ 216 ] |
| 2016 | Choice Summer Music Star: Female   | Ariana Grande                          | Nominiert | [ 216 ] |
| 2016 | Choice Selfie Taker                | Ariana Grande                          | Gewonnen  | [ 216 ] |
| 2016 | Choice Song: Female Artist         | Dangerous Woman                        | Gewonnen  | [ 216 ] |
| 2016 | Choice Love Song                   | Into You                               | Nominiert | [ 216 ] |
| 2017 | Choice Female Artist               | Ariana Grande                          | Gewonnen  | [ 217 ] |
| 2017 | Choice Snapchatter                 | Ariana Grande                          | Gewonnen  | [ 217 ] |
| 2017 | Choice Change Maker                | Ariana Grande                          | Gewonnen  | [ 217 ] |
| 2017 | Choice Fandom                      | Ariana Grande                          | Nominiert | [ 217 ] |
| 2017 | Choice Summer Tour                 | Dangerous Woman Tour                   | Gewonnen  | [ 217 ] |
| 2018 | Choice Female Artist               | Ariana Grande                          | Nominiert | [ 218 ] |
| 2018 | Choice Summer: Female Artist       | Ariana Grande                          | Nominiert | [ 218 ] |
| 2018 | Choice Snapchatter                 | Ariana Grande                          | Gewonnen  | [ 218 ] |
| 2018 | Choice Song: Female Artist         | No Tears Left to Cry                   | Nominiert | [ 218 ] |
| 2018 | Choice Pop Song                    | No Tears Left to Cry                   | Nominiert | [ 218 ] |
| 2019 | Choice Female Artist               | Ariana Grande                          | Nominiert | [ 219 ] |
| 2019 | Choice Fandom                      | Ariana Grande                          | Nominiert | [ 219 ] |
| 2019 | Choice Pop Song                    | Thank U, Next                          | Gewonnen  | [ 219 ] |
| 2019 | Choice Song: Female Artist         | 7 Rings                                | Nominiert | [ 219 ] |
| 2019 | Choice Summer Tour                 | Sweetener World Tour                   | Nominiert | [ 219 ] |

## Telehit Awards
| Jahr | Kategorie                     | für                   | Resultat  | Ref     |
| ---- | ----------------------------- | --------------------- | --------- | ------- |
| 2015 | Most Popular Video in Telehit | Break Free (mit Zedd) | Nominiert | [ 220 ] |
| 2015 | Female Soloist of the Year    | Ariana Grande         | Nominiert | [ 220 ] |
| 2016 | Female Soloist of the Year    | Ariana Grande         | Nominiert |         |
| 2016 | Video English Network Order   | Focus                 | Nominiert |         |
| 2017 | Female Soloist of the Year    | Ariana Grande         | Nominiert | [ 221 ] |
| 2019 | Best Solo Female Act          | Ariana Grande         | Nominiert | [ 222 ] |
| 2019 | Best Anglo Video              | 7 Rings               | Nominiert | [ 222 ] |

## Ticketmaster Awards
| Jahr | Kategorie         | für                  | Resultat | Ref     |
| ---- | ----------------- | -------------------- | -------- | ------- |
| 2019 | Touring Milestone | Sweetener World Tour | Gewonnen | [ 223 ] |

## Young Hollywood Awards
| Jahr | Kategorie                    | für                       | Resultat  | Ref     |
| ---- | ---------------------------- | ------------------------- | --------- | ------- |
| 2014 | Hottest Music Artist         | Ariana Grande             | Nominiert | [ 224 ] |
| 2014 | Best Social Media Superstar  | Ariana Grande             | Nominiert | [ 224 ] |
| 2014 | Coolest Crossover Artist     | Ariana Grande             | Nominiert | [ 224 ] |
| 2014 | Song of the Summer/DJ Replay | Problem (mit Iggy Azalea) | Nominiert | [ 224 ] |

## YouTube Music Awards
| Jahr | Kategorie           | für           | Resultat | Ref     |
| ---- | ------------------- | ------------- | -------- | ------- |
| 2015 | 50 Artists to Watch | Ariana Grande | Gewonnen | [ 225 ] |